# Diocesi di Botri
La diocesi di Botri (in latino Dioecesis Botryena) è una sede soppressa e sede titolare della Chiesa cattolica.

## Storia
Botri, corrispondente alla città di Batrun in Libano, è un'antica sede vescovile della provincia romana della Fenicia Prima nella diocesi civile d'Oriente. Faceva parte del patriarcato di Antiochia ed era suffraganea dell'arcidiocesi di Tiro, come attestato da una Notitia episcopatuum del VI secolo.
Michel Le Quien attribuisce a Botri tre vescovi. Porfirio intervenne al concilio di Calcedonia nel 451. Elia, sostenitore del monofisita Severo di Antiochia, è condannato durante il sinodo di Costantinopoli nel 518. Stefano fu tra i padri del secondo concilio di Costantinopoli nel 553.
Dal XVIII secolo Botri è annoverata tra le sedi vescovili titolari della Chiesa cattolica; la sede è vacante dal 12 giugno 1967.

## Cronotassi

### Vescovi greci
- Porfirio † (menzionato nel 451)
- Elia † (menzionato nel 518)
- Stefano † (menzionato nel 553)

### Vescovi titolari
- Ernst Friedrich von Twickel † (27 settembre 1724 - 17 gennaio 1734 deceduto)
- Pedro Felipe de Azúa e Iturgoyen † (27 luglio 1735 - 28 febbraio 1742 nominato vescovo di Concepción)
- Ferenc Zichy † (24 settembre 1742 - 16 marzo 1744 nominato vescovo di Győr)
- Giovanni Carlo Bandi † (18 dicembre 1744 - 20 marzo 1752 nominato vescovo di Imola)
- Johann Georg von Stinglheim † (11 febbraio 1754 - 15 settembre 1759 deceduto)
- Juan Manuel Argüelles † (6 aprile 1761 - 12 marzo 1770 nominato vescovo di Palencia)
- Agustín Ayestarán Landa † (7 settembre 1772 - 27 giugno 1796 nominato vescovo di Cordova)
- Juan Antonio Tamayo, O.S.Iacobi † (24 luglio 1797 - novembre 1799 deceduto)
- Rafael de La Vara † (11 agosto 1800 - 21 marzo 1806 nominato arcivescovo di Santiago di Guatemala)
- Jean-François de Hercé † (1º febbraio 1836 - 12 maggio 1838 succeduto vescovo di Nantes)
- José Miguel Carrión y Valdivieso † (27 aprile 1840 - 1848 deceduto)
- Antonio Vincenzo Testa, O.F.M. † (21 dicembre 1874 - 26 maggio 1877 succeduto vescovo di Segni)
- Martin-Jean Pontvianne, M.E.P. † (7 settembre 1877 - 30 luglio 1879 deceduto)
- Henri-Joseph Bulté, C.M. † (23 marzo 1880 - 14 ottobre 1900 deceduto)
- Francisco Aguirre Murga, O.P. † (13 dicembre 1911 - 12 giugno 1941 deceduto)
- José Constantino García Pulgar, O.S.A. † (21 agosto 1941 - 30 gennaio 1954 deceduto)[4].
- Edward Wilson Douglas † (9 febbraio 1954 - 12 giugno 1967 deceduto)